# Telstra
Telstra Corporation Limited (bekend als Telstra) is het grootste telecommunicatiebedrijf van Australië. Het bedrijf bouwt en exploiteert telecommunicatienetwerken en biedt diensten aan als vaste en mobiele telefonie, internettoegang en betaal-tv. Een dochterbedrijf verkoopt software voor de gezondheidszorg.

## Geschiedenis
Australische telecommunicatiediensten werden oorspronkelijk geleverd door de Postmaster-General's Department, in 1901 gesticht bij de vorming van de Australische federatie. Daarvoor was telecommunicatie de verantwoordelijkheid van elke kolonie. Op 1 juli 1975 is dat departement gesplitst. De verantwoordelijkheid voor de posterijen ging naar de Australian Postal Commission (Australia Post) en binnenlandse telecommunicatie naar de Australian Telecommunications Commission (ATC), met Telecom Australia als merknaam.
In 1989 is de ATC nieuw opgericht als Australian Telecommunications Corporation. In 1992 fuseerde de Overseas Telecommunications Commission, een apart staatsbedrijf dat in 1946 was opgericht, met de Australian Telecommunications Corporation tot Australian and Overseas Telecommunications Corporation (AOTC). In 1993 werd de AOTC hernoemd tot Telstra Corporation Limited. Het bedrijf handelde daarna in het buitenland onder het merk "Telstra" en "Telecom Australia" binnenlands. Vanaf 1995 gebruikt de hele organisatie het merk "Telstra".

## Privatisering
Tussen 1997 en 2011 zijn de aandelen in Telstra in handen van de federale staat in drie tranches verkocht. Telstra heeft meer dan een miljoen aandeelhouders en is daarmee het fonds met de meeste eigenaren aan de ASX.

## Marktpositie
Telstra heeft sinds de vroege jaren 90 van de 20e eeuw concurrentie van Optus en een aantal kleinere providers. In 2013 had Telstra een omzet van $ 25,5 miljard, Optus $ 8,9 miljard en Vodafone $ 1,7 miljard.